# باتريك دا سيلفا (لاعب كرة قدم)
باتريك دا سيلفا هو لاعب كرة قدم برازيلي، ولد في 26 مارس 1985 في ساو باولو في البرازيل. لعب مع برسيجا جاكارتا وبروناي دي بي إم إم وسيدني إف سي ونادي إف إل سي تان هوا ونادي إيتوانو ونادي صحم ونادي فيتوريا ونادي موجي ميريم.

## وصلات خارجية
- باتريك دا سيلفا على موقع الاتحاد الأوربي (الإنجليزية)
- باتريك دا سيلفا على موقع Soccerway.com (الإنجليزية)
- باتريك دا سيلفا على موقع عالم كرة القدم.نت (الإنجليزية)